# John William Godward

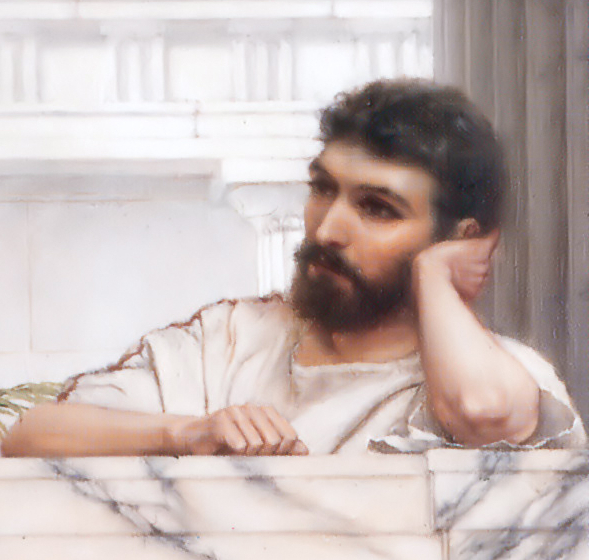
Förmodat självporträtt av Godward, från målningen Waiting for an Answer (1889)

John William Godward var en brittisk nyklassicistisk konstnär som levde mellan 1861 och 1922. Ett av hans mer kända verk heter Dolce far niente.
John William Godward föddes 1861 i Wimbledon i London. Hans far var finansarbetare och var strikt mot sin son. Båda föräldrarna ogillade att han blev konstnär och skar till och med ut honom från familjefoton. Efter att gått ut skolan arbetade han på sin fars försäkringsbolag men började sedan studera arkitektur med William Hoff Wonter, vars son William Clarke Wontner var en målare som Godward blev vän med. Han tros ha studerat vid St. John’s Wood Art School och Clapham School of Art tillsammans med Clarke Wontenr i början av 1880-talet. Trots att han var blyg och inte brukade sälja in sig själv ställde han år 1887 ut på Royal Academy för första gången och fick goda recensioner. År 1889 blev han medlem i Royal Society of British Artists. Godward lärde sig av Lawrence Alma-Tadema, och tog inspiration från dennes nyklassiska stil Båda räknades som medlemmar av "Marble School", konstnärer som avbildade scener från den grekisk-romerska antiken med noggrant utförda bakgrunder med detaljer som blommor och marmor. Han blev även mer känd som konstnär genom konsthandlaren Thomas McLean som sålde tryck av hans tavlor, vilket gjorde att han kunde flytta hemifrån till stadsdelen Chelsea, där han även hyrde en ateljé.
År 1911 reste Godward till södra Italien och slog sig sedan ned i Rom där han bodde i närheten av Villa Borghese fram till 1921. De gamla miljöerna i staden blev en inspiration för honom och kan ses i flera av hans målningar från denna tid. I slutet av sin karriär hade hans klassiska motiv dock blivit föråldrade medan modern konst ökade i popularitet. På grund av sjukdom och depression arbetade han allt långsammare, och 1921 återvände han till London. Året efter, vid 61 års ålder, begick Godward självmord. I hans självmordsbrev sägs han ha skrivit att "Världen är inte stor nog för både mig själv och en Picasso".
Godward är mest känd för sina många tavlor av unga kvinnor i klassisk miljö Han har räknats till flera olika grupper och rörelser, bland annat prerafaeliterna, olympierna och Marble School.

## Galleri

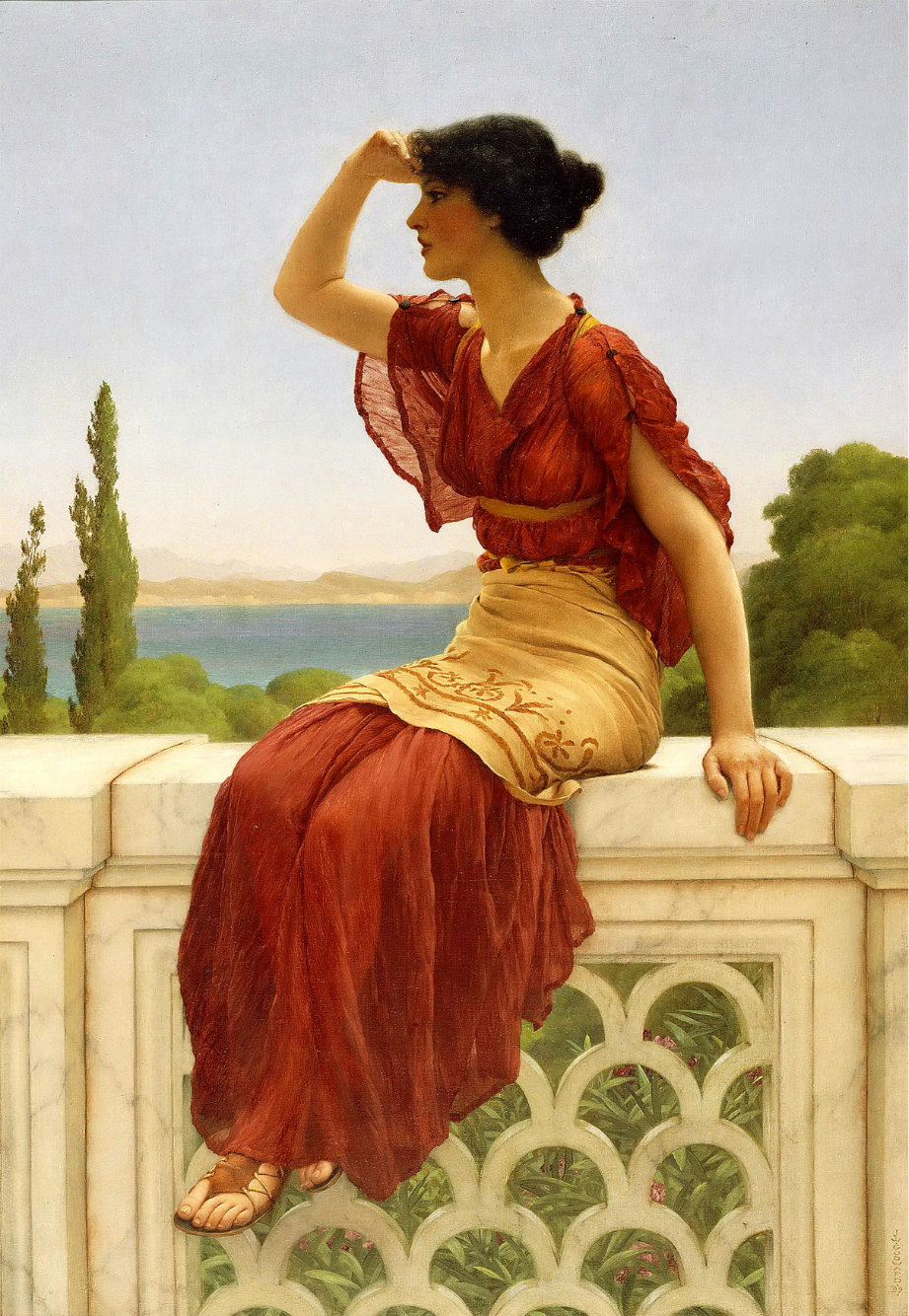
The Signal, 1899
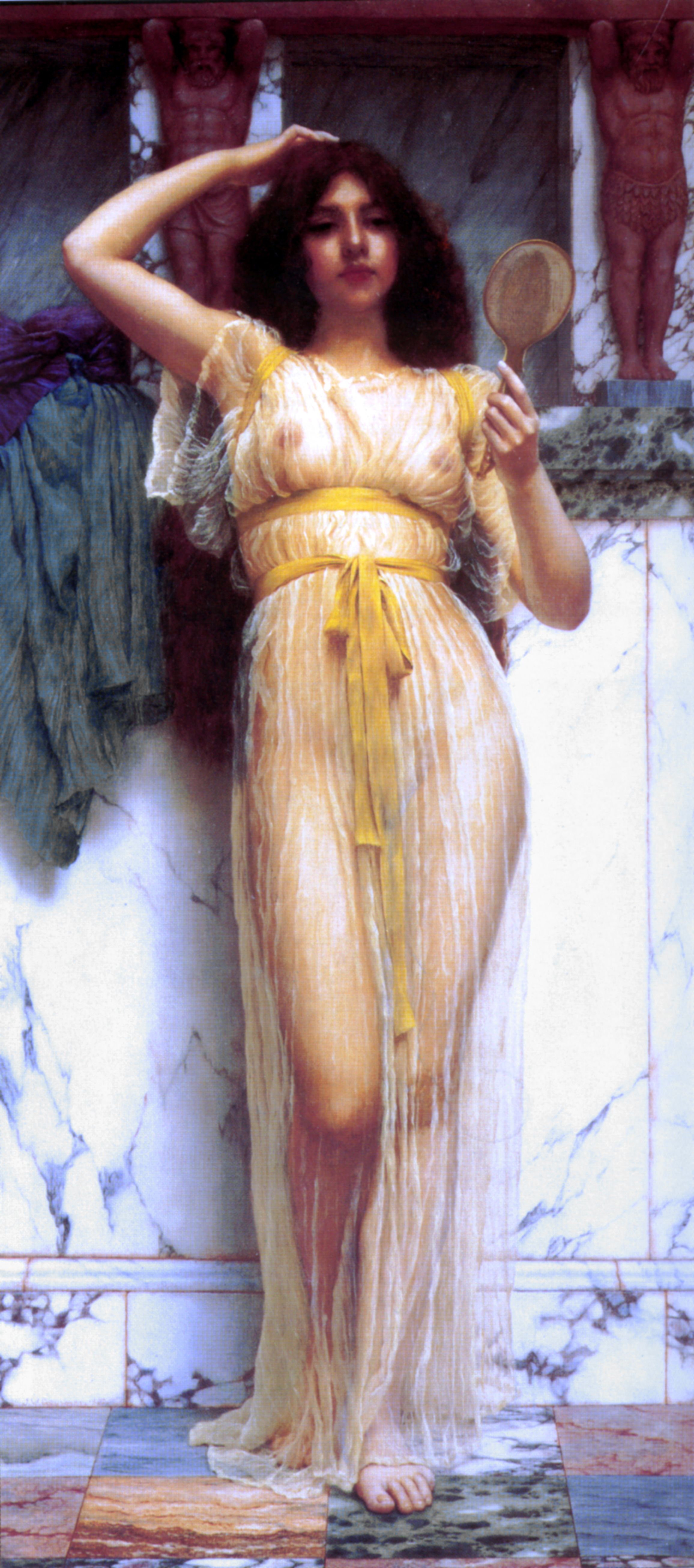
The Mirror, 1899
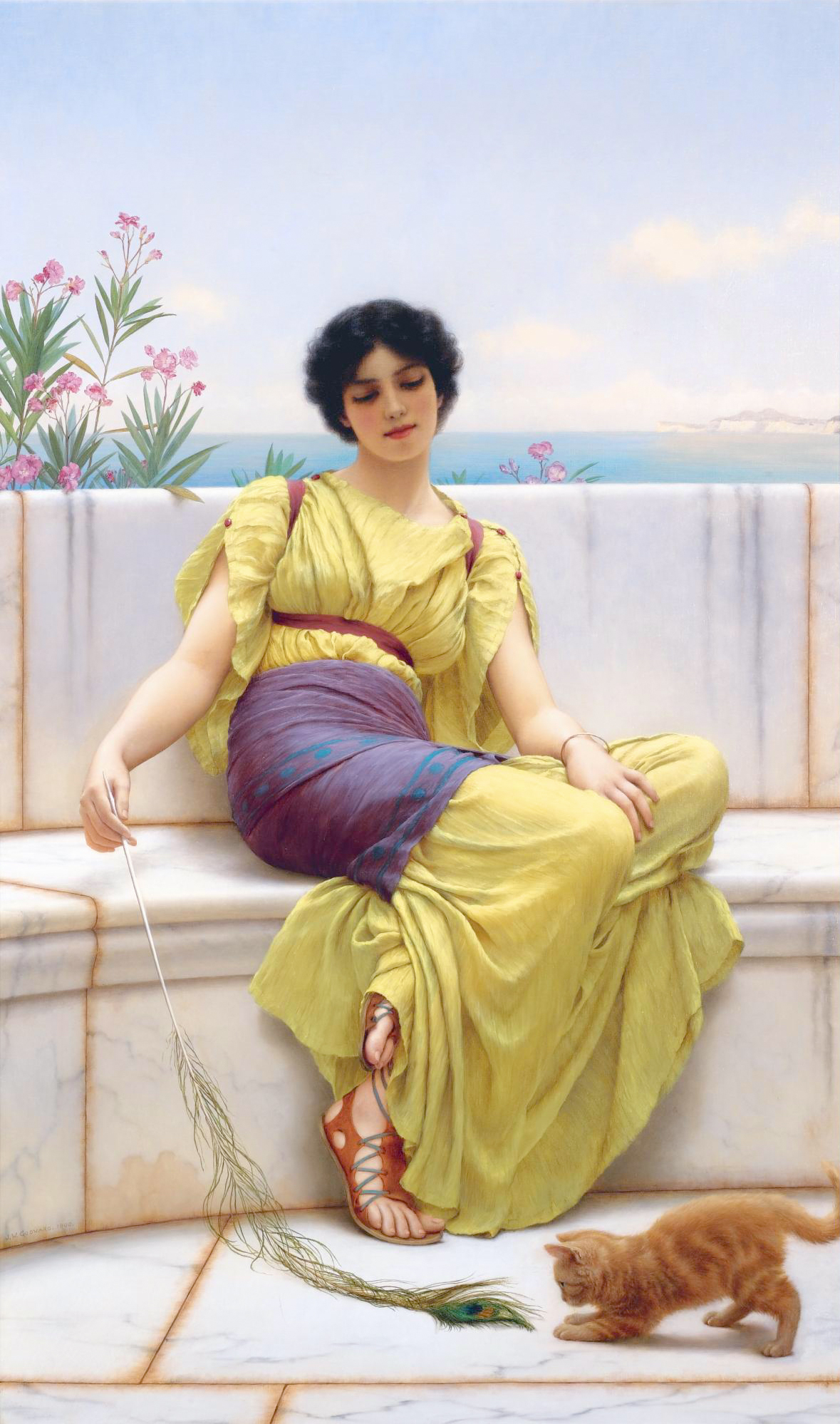
Idleness, 1900
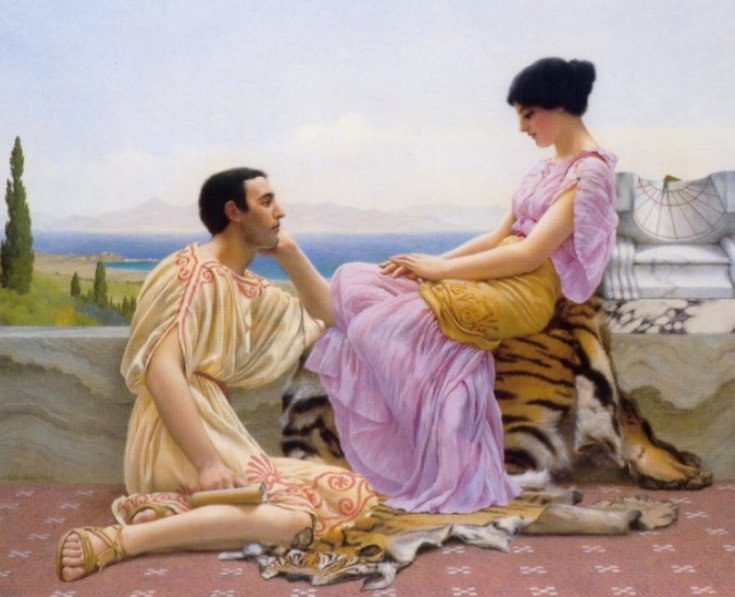
Youth and Time, 1901
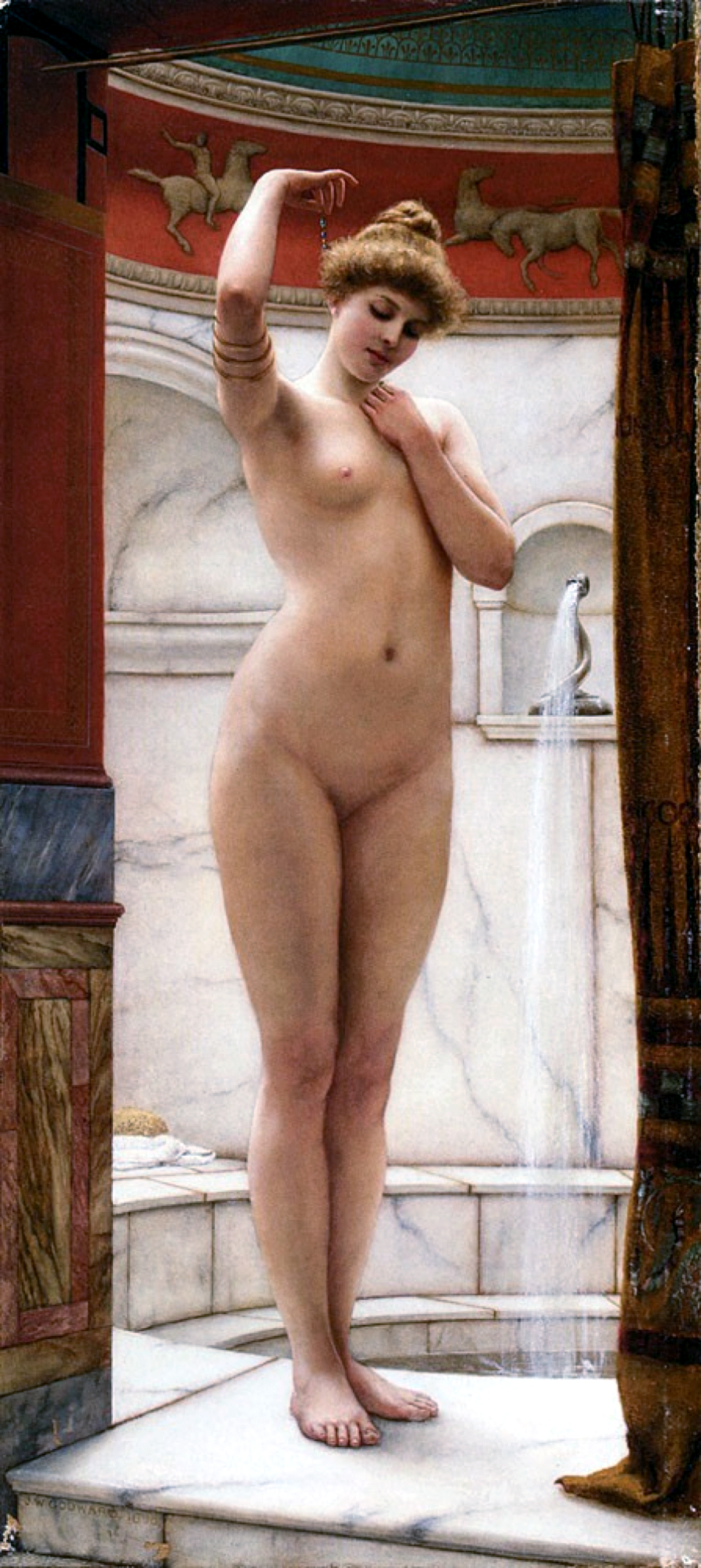
A Pompeian Bath